# 下川崎村
下川崎村（しもかわさきむら）は福島県安達郡にあった村。現在の福島市松川町下川崎・松川町沼袋および二本松市下川崎にあたる。

## 地理
- 河川：阿武隈川、水原川

## 歴史
- 1889年（明治22年）4月1日 - 町村制の施行により、下川崎村、沼袋村の区域をもって発足。
- 1955年（昭和30年）3月31日 - 信夫郡松川町に編入。同日下川崎村廃止。
- 1957年（昭和32年）7月1日 - 松川町のうち旧村域の一部が安達郡安達村に編入。
- 1960年（昭和35年）2月1日 - 安達村が町制施行して安達町となる。
- 1966年（昭和41年）6月1日 - 松川町が福島市に編入。
- 2005年（平成17年）12月1日 - 安達町が二本松市・岩代町・東和町と合併し、改めて二本松市が発足。

## 交通

### 鉄道路線
日本国有鉄道東北本線が通過したが、駅は所在しなかった。

### 道路
現在は旧村域を国道4号福島南バイパスが通過するが、当時は未開通。